# Educació ambiental

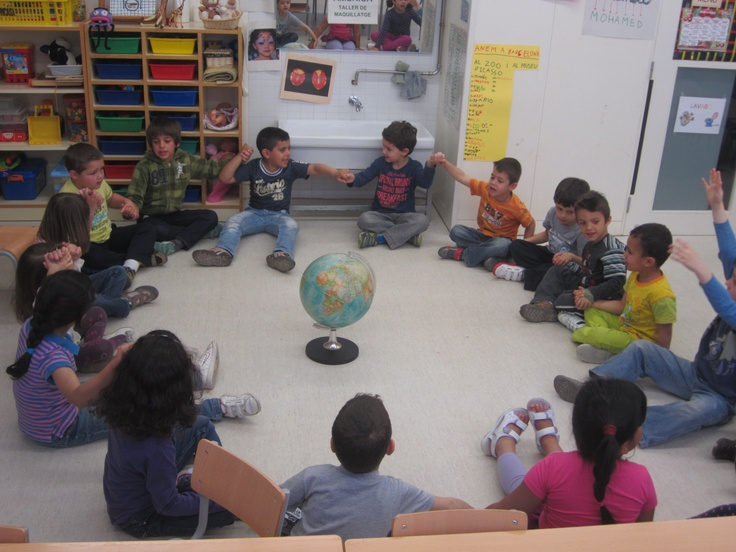
Educació ambiental

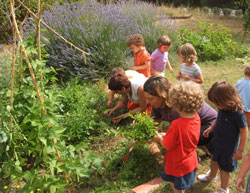
Escoles Verdes

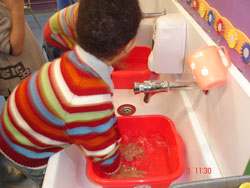
Escoles Verdes

L'educació ambiental és l'educació orientada a ensenyar com els ambients naturals funcionen i en particular com els éssers humans poden gestionar els ecosistemes per a viure de manera sostenible, minimitzant la degradació, la contaminació de l'aire, aigua o sòl, i les amenaces a la supervivència d'altres espècies de plantes i animals.
El terme "educació ambiental" va ser usada per primera vegada pel dr. William Stapp de la Universitat de Michigan en 1969. A més de conscienciar a la població a través de l'educació, molts governs busquen solució a l'agressió ambiental amb les energies alternatives, les quals aprofiten els factors ambientals i no creen alteracions de mitjà. Nicholas Smith-Sebasto establix que l'educació ambiental es compon de cinc elements constituents: fonaments ecològics, conscienciació conceptual, investigació, avaluació de problemes i capacitat d'acció.
En el Congrés Internacional d'Educació i Formació sobre Medi Ambient que va tenir lloc a Moscou el 1987 es va definir l'educació ambiental com "un procés permanent en el qual els individus i les comunitats prenen consciència del seu medi i aprenen els coneixements, els valors, les destreses, l'experiència i, també, la determinació que els capaciten per actuar, individualment i col·lectivament, en la resolució dels problemes ambientals presents i futurs".
Més que un contingut pedagògic, és un procés formatiu global, que s'inscriu en una perspectiva de canvi, individual i col·lectiu que comporta un augment del grau de coneixement i de sensibilitat de la societat envers el medi ambient. L'educació ambiental s'adreça, per tant, a totes les persones, de tot el món i al llarg de tota la vida, en l'àmbit de l'educació formal, no formal i informal.

## Història
Es considera que la primera recomanació oficial de nivell internacional que postula la necessitat d'utilitzar l'eina educativa com a resposta a la problemàtica ambiental és la Declaració sobre el Medi Humà document final de la Conferència de Nacions Unides sobre el Medi Humà, celebrada a la ciutat sueca d'Estocolm del 5 al 16 de juny de 1972.
La Conferència respon a la preocupació de la comunitat internacional per l'estat del medi ambient i va aplegar delegats de 113 estats membres i observadors de més de quatre-centes organitzacions no governamentals. Els participants van debatre dos documents, redactats específicament per a l'ocasió, que inclouen l'expressió "Una sola Terra", apel·latiu que sovint ha estat utilitzat col·loquialment per designar la reunió.
Dels 26 principis de la Declaració sobre el Medi Humà, el principi 19 planteja una resposta educativa a la problemàtica ambiental planetària:
| «                                            | És indispensable una tasca d'educació en qüestions ambientals, dirigida tant a les generacions joves com als adults i que presti l'atenció deguda al sector de la població menys privilegiat, per tal d'eixamplar les bases d'una opinió pública ben informada i d'una conducta dels individus, de les empreses i dels col·lectius inspirada en el sentit de llur responsabilitat quant a la protecció i millora del medi en tota la seva dimensió humana. És també essencial que els mitjans de comunicació de masses evitin de contribuir al deteriorament del medi humà i, ans al contrari, difonguin informació de caràcter educatiu sobre la necessitat de protegir-lo i millorar-lo, a fi que els humans puguin desenvolupar-se en tots els aspectes. | » |
| — Principi 19. Declaració sobre el Medi Huma | |   |

Aquest principi 19 d'Estocolm va obrir el camp de l'educació ambiental a tot un seguit de programes, conferències i reunions posteriors que van intentar desenvolupar i definir el concepte d'educació ambiental. Dels principals congressos i programes internacionals destaquen:
A Catalunya, hi ha un gran consens en situar l'inici de l'educació ambiental el 1975, amb la publicació del que seria el primer itinerari de natura, al bosc de Santiga (Santa Perpètua de Mogoda, Vallès Occidental).

## Congressos internacionals
- 1972 — Conferència de Nacions Unides sobre el Medi Humà, celebrada a la ciutat sueca d'Estocolm.
- 1973 — Creació del Programa Internacional d'Educació Ambiental, PIEA.
- 1975 — Seminari Internacional d'Educació Ambiental. Belgrad.
- 1977 — Conferència Intergovernamental d'Educació Ambiental. Tbilisi.
- 1987 — Congrés Internacional d'Educació i Formació Ambiental. Moscou.
- 1992 — Conferència de Nacions Unides sobre Medi ambient i Desenvolupament (“Cimera de la Terra”). Rio de Janeiro[9]
- 1997 — Conferència Internacional Medi Ambient i Societat: Educació i Sensibilització per a la Sostenibilitat. Tessalònica
- 2003 — 1r. Congrés Mundial d'Educació Ambiental. Portugal.
- 2004 — 2n. Congrés Mundial d'Educació Ambiental. Brasil.
- 2005 — 3r. Congrés Mundial d'Educació Ambiental. Itàlia.
- 2007 — 4t. Congrés Mundial d'Educació Ambiental. Sud-àfrica.
- 2009 — 5è. Congrés Mundial d'Educació Ambiental. Canadà.
- 2011 — 6è. Congrés Mundial d'Educació Ambiental. Austràlia.
- 2013 — 7è. Congrés Mundial d'Educació Ambiental. Marroc.
- 2015 — 8è Congrés Mundial d'Educació Ambiental. Suècia.
- 2017 — 9è Congrés Mundial d'Educació Ambiental. Canadà.
- 2019 — 10è Congrés Mundial d'Educació Ambiental. Tailàndia.
- 2021 — Està previst que l'11è Congrés Mundial d'Educació Ambiental tingui lloc a la República Txeca.[cal citació]

## Dia Mundial de l'Educació Ambiental
Cada 26 de gener se celebra el Dia Mundial de l'Educació Ambiental que té el seu origen el 1975, any en què es va celebrar a Belgrad el Seminari Internacional d'Educació Ambiental. Aquest seminari va ser el primer esdeveniment internacional dedicat monogràficament a l'educació ambiental i va comptar amb la participació d'experts de més de 70 països. Com a resultat del Seminari es va publicar la Carta de Belgrad, on es recullen les reivindicacions fonamentals de l'educació ambiental i es defineixen els seus objectius, uns objectius que mantenen plenament la seva vigència, fins i tot després de les aportacions de congressos més recents.
La Carta de Belgrad planteja com a fita principal la de millorar les relacions ecològiques, incloent-hi les dels humans amb la natura i entre ells. El document assumeix, doncs, posicions clarament ambientalistes, i presenta la millora del medi mitjançant l'instrument educatiu com un objectiu prioritari.
A més, una aspiració destacada del Seminari Internacional d'Educació Ambientalla va ser la millora de les relacions entre els humans com a pressupòsit necessari per a la millora de les relacions ecològiques. Aquest darrer aspecte va quedar refermat l'any 92 per la Conferència de Rio i pels moviments de solidaritat internacional. D'altra banda, el document proposa com a objectiu de l'educació ambiental que la població mundial prengui consciència del medi ambient i s'interessi per ell i pels problemes relacionats, i que compti amb els coneixements, les actituds, les aptituds, la motivació i el desig necessaris per treballar individualment i col·lectivament en la recerca de solucions als problemes actuals i per prevenir els que puguin aparèixer en el futur.